# Ахтимнеево
Ахтимнеево — деревня в Талдомском районе Московской области России. Входит в состав городского поселения Талдом. Население — 258 чел. (2010).

## Название
На карте Тверской губернии 1853 года — Ахтимнеева.

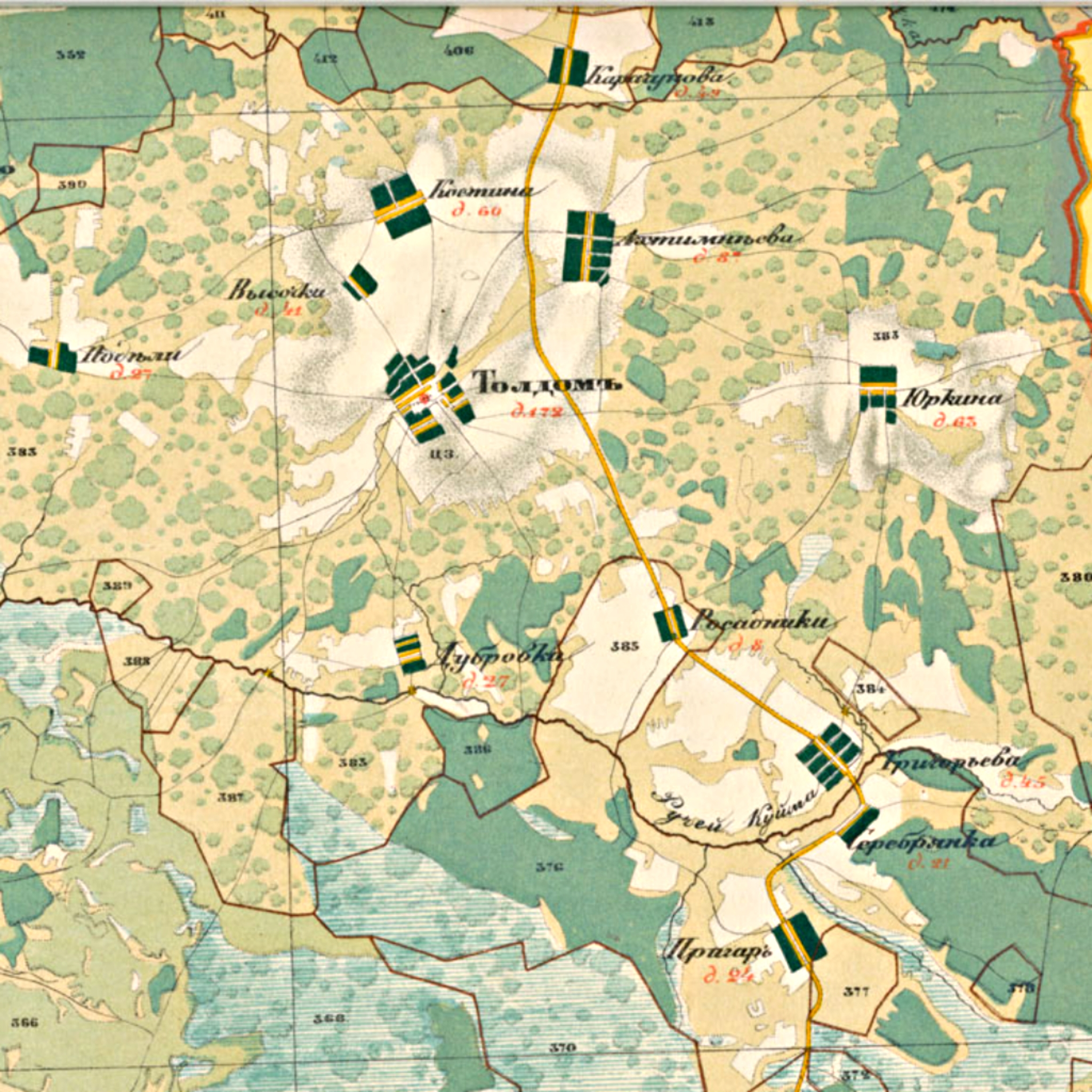
Ахтимнеева, Талдом (Толдом) и его окрестности на двухверстной Топографической межевой карте Тверской губернии 1853 года, составленной А. И. Менде

## География
Расположена в центральной части района, северо-восточнее города Талдома. Ближайшие сельские населённые пункты — деревни Карачуново и Костино. 

## История
В «Списке населённых мест» 1862 года Ахтимнеево — казённая деревня 2-го стана Калязинского уезда Тверской губернии по левую сторону Дмитровского тракта, при колодце, в 65 верстах от уездного города, с 96 дворами и 620 жителями (300 мужчин, 320 женщин).
По данным 1888 года входила в состав Талдомской волости Калязинского уезда, проживало 573 человека (278 мужчин, 295 женщин).
По материалам Всесоюзной переписи населения 1926 года — центр Ахтимнеевского сельсовета Ленинской волости Ленинского уезда Московской губернии, проживало 979 жителей (481 мужчина, 498 женщин), насчитывалось 208 хозяйств, среди которых 114 крестьянских, имелась школа 1-й ступени.
С 1929 года — населённый пункт в составе Ленинского района Кимрского округа Московской области, с 1930-го, в связи с упразднением округа, — в составе Талдомского района (ранее Ленинский район) Московской области.
До муниципальной реформы 2006 года — центр Ахтимнеевского сельского округа.

## Население
| 1859 | 1888 | 1926 | 2002 | 2006 | 2010 |
| ---- | ---- | ---- | ---- | ---- | ---- |
| 620  | ↘573 | ↗979 | ↘124 | ↗186 | ↗258 |

## Инфраструктура
Личное подсобное хозяйство с зоной сельскохозяйственного использования, индивидуальная застройка усадебного типа.

## Транспорт
Связана автобусным сообщением с Талдомом и Кимрами Тверской области. Остановки общественного транспорта «Ахтимнеево-1», «Ахтимнеево-2».